# Zangalāb
Zangalāb (persiska: زَنگَلاب) är en ort i Iran.   Den ligger i provinsen Golestan, i den norra delen av landet, 400 km öster om huvudstaden Teheran. Zangalāb ligger 749 meter över havet och antalet invånare är 298.
Terrängen runt Zangalāb är kuperad åt nordväst, men åt sydost är den bergig. Runt Zangalāb är det ganska glesbefolkat, med 48 invånare per kvadratkilometer. Närmaste större samhälle är Mīnūdasht, 8,4 km nordväst om Zangalāb. I omgivningarna runt Zangalāb växer i huvudsak blandskog.